# 3. december
3. december je 337. dan leta (338. v prestopnih letih) v gregorijanskem koledarju. Ostaja še 28 dni.

## Dogodki
- 1713 – izide Steelova zgodba The Englishman o Alexandru Selkirku, ki je Daniela Defoa navdahnila za zgodbo o Robinsonu Crusou
- 1914 – nizozemska kopenska vojska strelja na internirane belgijske vojake (8 jih umre)
- 1916 – Nemčija ponudi antanti pogajanja o miru
- 1918 – konča se zavezniška londonska konferenca, na kateri odločijo, da mora Nemčija plačati vojno odškodnino
- 1919 – ustanovljena Univerza v Ljubljani, prvo predavanje slavista Frana Ramovša
- 1947 – prične se gradnja Nove Gorice
- 1956 – francoske in britanske enote se umaknejo iz Egipta
- 1967 – Christiaan Barnard opravi prvo uspešno presaditev srca
- 1975 – Jacques Cousteau najde razbitino Titanicove sestrske ladje HMHS Britannic.
- 1984 – izpust plina v indijskem mestu Bhopāl ubije najmanj 14.000 ljudi
- 1992 – poslano je prvo SMS sporočilo
- 2004 – Državni zbor Republike Slovenije potrdi novo vlado RS
- 2008 – predstavniki iz več kot sto držav, tudi Slovenije, v Oslu podpišejo mednarodno pogodbo o prepovedi kasetnega streliva

## Rojstva
- 1358 – Bedredin, turški teolog, jurist, sufi († 1416 ali 1420)
- 1368 – Karel VI., francoski kralj († 1422)
- 1447 – Bajazid II., sultan Osmanskega cesarstva († 1512)
- 1494 – Ahmed Taşköprüzade, osmanski zgodovinar († 1561)
- 1722 – Grigorij Skovoroda, ukrajinski pesnik in filozof († 1794)
- 1781 – Franc Ksaver Lušin, slovenski duhovnik, škof in nadškof († 1854)
- 1800 – France Prešeren, slovenski pesnik († 1849)
- 1838 – Cleveland Abbe, ameriški meteorolog, astronom († 1916)
- 1840 – Maks Pleteršnik, slovenski jezikoslovec († 1923)
- 1850 – Fran Detela, slovenski pisatelj († 1926)
- 1857 – Joseph Conrad, poljski pisatelj († 1924)
- 1867 – Fran Miličinski, slovenski pisatelj († 1932)
- 1881 – Franc Schaubach, slovenski pravnik in politik († 1954)
- 1924 – John Backus, ameriški računalničar († 2007)
- 1942 – Franc Zagožen, slovenski politik, poslanec
- 1946 – Marjana Lipovšek, slovenska koncertna in operna pevka
- 1948 – Janez Bončina - Benč, slovenski skladatelj, kitarist in pevec
- 1953 – Boris A. Novak, slovenski pesnik, dramaturg in urednik
- 1960 – Janez Škof, slovenski igralec, harmonikar in pevec
- 1961 – Igor Lukšič, slovenski politolog in politik
- 1976 – Igor Kovačič, športni novinar
- 1977 – Adam Małysz, poljski smučarski skakalec
- 1992 – Nika Zorjan, slovenska pevka
- 2005 – Princ Sverre Magnus Norveški

## Smrti
- 311 – Dioklecijan, rimski cesar (* 245)
- 1137 – Lotar III. Nemški, saksonski vojvoda, rimsko-nemški cesar (* 1075)
- 1154 – papež Anastazij IV. (* 1073)
- 1265 – Odofredus, italijanski pravnik
- 1266 – Henrik III. Beli, poljski plemič, vojvoda Wrocława (* 1230)
- 1533 – Vasilij III. Ivanovič, moskovski veliki knez  (*  1479)
- 1552 – sveti Frančišek Ksaverij, španski jezuit, misijonar (* 1506)
- 1839 – Friderik VI., kralj Danske in Norveške (* 1768)
- 1888 – Carl Zeiss, nemški optik (* 1816)
- 1894 – Robert Louis Stevenson, škotski pisatelj (* 1850)
- 1910 – Mary Baker Eddy, ameriška utemeljiteljica ločine, imenovane »krščanska znanost« (Christian Science) (* 1821)
- 1917 – Ernestina Jelovšek, Prešernova hči, biografinja (* 1842)
- 1919 – Pierre-Auguste Renoir, francoski slikar (* 1841)
- 1920 – Anton Kržič, slovenski duhovnik in pisatelj (* 1846)
- 1937 – József Attila, madžarski pesnik (* 1905)
- 1947 – Anton Tanc - Čulkovski, slovenski pisatelj, pesnik (* 1887)
- 1952 – Vladimir Clementis, Slovaški pravnik, novinar, politik (* 1902)
- 1956 – Aleksander Mihajlovič Rodčenko, ruski slikar, kipar, oblikovalec, fotograf (* 1891)
- 1966 – Elko Justin, slovenski slikar, grafik (* 1903)
- 1972 – Bill Johnson, ameriški jazzovski glasbenik (* 1872)
- 1984 – Mirko Kunčič, slovenski mladinski pesnik in pisatelj (* 1899)
- 2000 – Gwendolyn Brooks, ameriška pesnica (* 1917)
- 2007 – Andrej Otona Župančič, slovenski antropolog, akademik, partizan (* 1916)

## Prazniki in obredi
- mednarodni dan invalidov
- Ta veseli dan kulture